# Ніколас (округ, Західна Вірджинія)
Шаблон:StateAbbr_ 38°17′ пн. ш. 80°48′ зх. д. / 38.29° пн. ш. 80.8° зх. д.
Округ  Ніколас (англ. Nicholas County) — округ (графство) у штаті  Західна Вірджинія, США. Ідентифікаторний округу 54067.

## Історія
Округ утворений 1818 року.

## Демографія
За даними перепису 2000 року загальне населення округу становило 26562 осіб, зокрема міського населення було 5865, а сільського — 20697. Серед мешканців округу, чоловіків було 12983, а жінок — 13579. В окрузі було 10722 домогосподарства, 7761 родин, які мешкали в 12406 будинках. Середній розмір родини становив 2,91.
Віковий розподіл населення поданий у таблиці:
| Стать    | До 15 років | 15-21 | 22-29 | 30-39 | 40-49 | 50-65 | 65-85 | Понад 85 |
| -------- | ----------- | ----- | ----- | ----- | ----- | ----- | ----- | -------- |
| Чоловіки | 2560        | 1319  | 1198  | 1743  | 2158  | 2356  | 1518  | 131      |
| Жінки    | 2441        | 1136  | 1250  | 1885  | 2127  | 2415  | 2016  | 309      |

## Суміжні округи
- Брекстон — північ
- Вебстер — північний схід
- Ґрінбраєр — південний схід
- Фаєтт — південний захід
- Кенова — захід
- Клей — північний захід

## Виноски
1. ↑  U.S. Decennial Census. United States Census Bureau. Архів оригіналу за 19 липня 2018. Процитовано 10 січня 2014.
2. ↑  Historical Census Browser. University of Virginia Library. Архів оригіналу за 11 серпня 2012. Процитовано 10 січня 2014.
3. ↑  Population of Counties by Decennial Census: 1900 to 1990. United States Census Bureau. Архів оригіналу за 3 червня 2013. Процитовано 10 січня 2014.
4. ↑  Census 2000 PHC-T-4. Ranking Tables for Counties: 1990 and 2000 (PDF). United States Census Bureau. Архів оригіналу (PDF) за 18 грудня 2014. Процитовано 10 січня 2014.
5. ↑  State & County QuickFacts. United States Census Bureau. Архів оригіналу за 7 червня 2011. Процитовано 10 січня 2014.(англ.) Наведено за англійською вікіпедією.
6. ↑  American FactFinder. Бюро перепису населення США. Архів оригіналу за 26 лютого 2012. Процитовано 31 січня 2008.

| США | Це незавершена стаття з географії США. Ви можете допомогти проєкту, виправивши або дописавши її. |